# 19081 Mravinskij
19081 Mravinskij è un asteroide della fascia principale. Scoperto nel 1973, presenta un'orbita caratterizzata da un semiasse maggiore pari a 2,5674436 UA e da un'eccentricità di 0,1156811, inclinata di 14,68869° rispetto all'eclittica.